# Решетілов Андрій Вадимович
Андрій Вадимович Решетілов — старший лейтенант Збройних Сил України, учасник російсько-української війни, що загинув у ході російського вторгнення в Україну в 2022 році.

## Життєпис
Андрій Решетілов народився 1995 року в місті Ковелі на Волині. Після закінчення загальноосвітньої школи та військового закладу освіти ніс військову службу у військовій частині А2192. З початком війни на сході України в 2014 році неодноразово перебував на Донбасі в складі АТО та ООС. З початком повномасштабного російського вторгнення в Україну старший лейтенант перебував у розташуванні військової частини. Загинув Андрій Решетілов 28 лютого 2022 року в районі селища Городок Житомирської області. Тіло загиблого привезли до рідного Ковеля ввечері 2 березня та внесли до Свято-Воскресенського Собору. Поховали загиблого 3 березня після відспівування в соборі та хресної ходи до міської ради. Громадянська панахида проходила на площі Героїв Майдану.

## Родина
У загиблого на Житомирщині залишилися дружина та донька (нар 2019), а у Ковелі — батьки.

## Нагороди
- Орден «Богдана Хмельницького ІІІ ступеня» (2022, посмертно) — за особисту мужність і самовіддані дії, виявлені у захисті державного суверенітету та територіальної цілісності України, вірність військовій присязі[4].